# Leizwarte struikvliegenvanger
De leizwarte struikvliegenvanger (Peneothello cyanus) is een zangvogel uit de familie Petroicidae (Australische vliegenvangers).

## Verspreiding en leefgebied
Deze soort is endemisch in de bergen van Nieuw-Guinea en telt drie ondersoorten:
- P. c. cyanus: de Vogelkop (noordwestelijk Nieuw-Guinea).
- P. c. atricapilla: centraal en noordelijk Nieuw-Guinea.
- P. c. subcyanea: van oostelijk-centraal tot zuidoostelijk Nieuw-Guinea.

## Status
De grootte van de populatie is niet gekwantificeerd maar de soort wordt omschreven schaars maar soms plaatselijk vrij algemeen tot algemeen. Op de Rode lijst van de IUCN heeft deze soort de status niet bedreigd.